# Final do Grand Prix de Patinação Artística no Gelo
A Final do Grand Prix de Patinação Artística no Gelo de é a grande final do Grand Prix de Patinação Artística no Gelo. A competição tem quatro eventos: individual masculino, individual feminino, duplas e dança no gelo.
A Final do Grand Prix de Patinação Artística no Gelo de consiste na soma de pontos do Skate America, Skate Canada International, Grand Prix de Helsinque, Rostelecom Cup, Internationaux de France e NHK Trophy.

## Edições
| Ano     | Edição | Cidade sede      | País           | Sênior | Sênior | Sênior | Sênior | Ref          |
| Ano     | Edição | Cidade sede      | País           | M      | F      | P      | D      | Ref          |
| ------- | ------ | ---------------- | -------------- | ------ | ------ | ------ | ------ | ------------ |
| 1995–96 | 1.ª    | Paris            | França         | •      | •      | •      | •      | [ 2 ]        |
| 1996–97 | 2.ª    | Hamilton         | Canadá         | •      | •      | •      | •      | [ 3 ]        |
| 1997–98 | 3.ª    | Munique          | Alemanha       | •      | •      | •      | •      | [ 4 ]        |
| 1998–99 | 4.ª    | São Petersburgo  | Rússia         | •      | •      | •      | •      | [ 5 ]        |
| 1999–00 | 5.ª    | Lyon             | França         | •      | •      | •      | •      | [ 6 ]        |
| 2000–01 | 6.ª    | Tóquio           | Japão          | •      | •      | •      | •      | [ 7 ]        |
| 2001–02 | 7.ª    | Kitchener        | Canadá         | •      | •      | •      | •      | [ 8 ]        |
| 2002–03 | 8.ª    | São Petersburgo  | Rússia         | •      | •      | •      | •      | [ 9 ] [ 10 ] |
| 2003–04 | 9.ª    | Colorado Springs | Estados Unidos | •      | •      | •      | •      | [ 11 ]       |
| 2004–05 | 10.ª   | Pequim           | China          | •      | •      | •      | •      | [ 12 ]       |
| 2005–06 | 11.ª   | Tóquio           | Japão          | •      | •      | •      | •      | [ 13 ]       |
| 2006–07 | 12.ª   | São Petersburgo  | Rússia         | •      | •      | •      | •      | [ 14 ]       |
| 2007–08 | 13.ª   | Turim            | Itália         | •      | •      | •      | •      | [ 15 ]       |
| 2008–09 | 14.ª   | Goyang           | Coreia do Sul  | •      | •      | •      | •      | [ 16 ]       |
| 2009–10 | 15.ª   | Tóquio           | Japão          | •      | •      | •      | •      | [ 17 ]       |
| 2010–11 | 16.ª   | Pequim           | China          | •      | •      | •      | •      | [ 18 ]       |
| 2011–12 | 17.ª   | Quebec           | Canadá         | •      | •      | •      | •      | [ 19 ]       |
| 2012–13 | 18.ª   | Sóchi            | Rússia         | •      | •      | •      | •      | [ 20 ]       |
| 2013–14 | 19.ª   | Fukuoka          | Japão          | •      | •      | •      | •      | [ 21 ]       |
| 2014–15 | 20.ª   | Barcelona        | Espanha        | •      | •      | •      | •      | [ 22 ]       |
| 2015–16 | 21.ª   | Barcelona        | Espanha        | •      | •      | •      | •      | [ 23 ]       |
| 2016–17 | 22.ª   | Marselha         | França         | •      | •      | •      | •      | [ 24 ]       |
| 2017–18 | 23.ª   | Nagoya           | Japão          | •      | •      | •      | •      | [ 25 ]       |
| 2018–19 | 24.ª   | Vancouver        | Canadá         | •      | •      | •      | •      | [ 26 ]       |
| 2019–20 | 25.ª   | Turim            | Itália         | •      | •      | •      | •      | [ 27 ]       |

## Lista de medalhistas

### Individual masculino
| Evento                              | Ouro                           | Prata                          | Bronze                          |
| Paris 1995–96 (detalhes)            | Alexei Urmanov · Rússia        | Elvis Stojko · Canadá          | Eric Millot · França            |
| Hamilton 1996–97 (detalhes)         | Elvis Stojko · Canadá          | Todd Eldredge · Estados Unidos | Alexei Urmanov · Rússia         |
| Munique 1997–98 (detalhes)          | Ilia Kulik · Rússia            | Elvis Stojko · Canadá          | Todd Eldredge · Estados Unidos  |
| São Petersburgo 1998–99 (detalhes)  | Alexei Yagudin · Rússia        | Alexei Urmanov · Rússia        | Evgeni Plushenko · Rússia       |
| Lyon 1999–00 (detalhes)             | Evgeni Plushenko · Rússia      | Elvis Stojko · Canadá          | Timothy Goebel · Estados Unidos |
| Tóquio 2000–01 (detalhes)           | Evgeni Plushenko · Rússia      | Alexei Yagudin · Rússia        | Matthew Savoie · Estados Unidos |
| Kitchener 2001–02 (detalhes)        | Alexei Yagudin · Rússia        | Evgeni Plushenko · Rússia      | Timothy Goebel · Estados Unidos |
| São Petersburgo 2002–03 (detalhes)  | Evgeni Plushenko · Rússia      | Ilia Klimkin · Rússia          | Brian Joubert · França          |
| Colorado Springs 2003–04 (detalhes) | Emanuel Sandhu · Canadá        | Evgeni Plushenko · Rússia      | Michael Weiss · Estados Unidos  |
| Pequim 2004–05 (detalhes)           | Evgeni Plushenko · Rússia      | Jeffrey Buttle · Canadá        | Li Chengjiang · China           |
| Tóquio 2005–06 (detalhes)           | Stéphane Lambiel · Suíça       | Jeffrey Buttle · Canadá        | Daisuke Takahashi · Japão       |
| São Petersburgo 2006–07 (detalhes)  | Brian Joubert · França         | Daisuke Takahashi · Japão      | Nobunari Oda · Japão            |
| Turim 2007–08 (detalhes)            | Stéphane Lambiel · Suíça       | Daisuke Takahashi · Japão      | Evan Lysacek · Estados Unidos   |
| Goyang 2008–09 (detalhes)           | Jeremy Abbott · Estados Unidos | Takahiko Kozuka · Japão        | Johnny Weir · Estados Unidos    |
| Tóquio 2009–10 (detalhes)           | Evan Lysacek · Estados Unidos  | Nobunari Oda · Japão           | Johnny Weir · Estados Unidos    |
| Pequim 2010–11 (detalhes)           | Patrick Chan · Canadá          | Nobunari Oda · Japão           | Takahiko Kozuka · Japão         |
| Quebec 2011–12 (detalhes)           | Patrick Chan · Canadá          | Daisuke Takahashi · Japão      | Javier Fernández · Espanha      |
| Sóchi 2012–13 (detalhes)            | Daisuke Takahashi · Japão      | Yuzuru Hanyu · Japão           | Patrick Chan · Canadá           |
| Fukuoka 2013–14 (detalhes)          | Yuzuru Hanyu · Japão           | Patrick Chan · Canadá          | Nobunari Oda · Japão            |
| Barcelona 2014–15 (detalhes)        | Yuzuru Hanyu · Japão           | Javier Fernández · Espanha     | Sergei Voronov · Rússia         |
| Barcelona 2015–16 (detalhes)        | Yuzuru Hanyu · Japão           | Javier Fernández · Espanha     | Shoma Uno · Japão               |
| Marselha 2016–17 (detalhes)         | Yuzuru Hanyu · Japão           | Nathan Chen · Estados Unidos   | Shoma Uno · Japão               |
| Nagoya 2017–18 (detalhes)           | Nathan Chen · Estados Unidos   | Shoma Uno · Japão              | Mikhail Kolyada · Rússia        |
| Vancouver 2018–19 (detalhes)        | Nathan Chen · Estados Unidos   | Shoma Uno · Japão              | Cha Jun-hwan · Coreia do Sul    |
| Turim 2019–20 (detalhes)            | Nathan Chen · Estados Unidos   | Yuzuru Hanyu · Japão           | Kevin Aymoz · França            |
| Referências:                        |                                |                                |                                 |

### Individual feminino
| Evento                              | Ouro                            | Prata                          | Bronze                          |
| Paris 1995–96 (detalhes)            | Michelle Kwan · Estados Unidos  | Irina Slutskaya · Rússia       | Josee Chouinard · Canadá        |
| Hamilton 1996–97 (detalhes)         | Tara Lipinski · Estados Unidos  | Michelle Kwan · Estados Unidos | Irina Slutskaya · Rússia        |
| Munique 1997–98 (detalhes)          | Tara Lipinski · Estados Unidos  | Tanja Szewczenko · Alemanha    | Maria Butyrskaya · Rússia       |
| São Petersburgo 1998–99 (detalhes)  | Tatiana Malinina · Uzbequistão  | Maria Butyrskaya · Rússia      | Irina Slutskaya · Rússia        |
| Lyon 1999–00 (detalhes)             | Irina Slutskaya · Rússia        | Michelle Kwan · Estados Unidos | Maria Butyrskaya · Rússia       |
| Tóquio 2000–01 (detalhes)           | Irina Slutskaya · Rússia        | Michelle Kwan · Estados Unidos | Sarah Hughes · Estados Unidos   |
| Kitchener 2001–02 (detalhes)        | Irina Slutskaya · Rússia        | Michelle Kwan · Estados Unidos | Sarah Hughes · Estados Unidos   |
| São Petersburgo 2002–03 (detalhes)  | Sasha Cohen · Estados Unidos    | Irina Slutskaya · Rússia       | Viktoria Volchkova · Rússia     |
| Colorado Springs 2003–04 (detalhes) | Fumie Suguri · Japão            | Sasha Cohen · Estados Unidos   | Shizuka Arakawa · Japão         |
| Pequim 2004–05 (detalhes)           | Irina Slutskaya · Rússia        | Shizuka Arakawa · Japão        | Joannie Rochette · Canadá       |
| Tóquio 2005–06 (detalhes)           | Mao Asada · Japão               | Irina Slutskaya · Rússia       | Yukari Nakano · Japão           |
| São Petersburgo 2006–07 (detalhes)  | Kim Yu-Na · Coreia do Sul       | Mao Asada · Japão              | Sarah Meier · Suíça             |
| Turim 2007–08 (detalhes)            | Kim Yu-Na · Coreia do Sul       | Mao Asada · Japão              | Carolina Kostner · Itália       |
| Goyang 2008–09 (detalhes)           | Mao Asada · Japão               | Kim Yu-Na · Coreia do Sul      | Carolina Kostner · Itália       |
| Tóquio 2009–10 (detalhes)           | Kim Yu-Na · Coreia do Sul       | Miki Ando · Japão              | Akiko Suzuki · Japão            |
| Pequim 2010–11 (detalhes)           | Alissa Czisny · Estados Unidos  | Carolina Kostner · Itália      | Kanako Murakami · Japão         |
| Quebec 2011–12 (detalhes)           | Carolina Kostner · Itália       | Akiko Suzuki · Japão           | Alena Leonova · Rússia          |
| Sóchi 2012–13 (detalhes)            | Mao Asada · Japão               | Ashley Wagner · Estados Unidos | Akiko Suzuki · Japão            |
| Fukuoka 2013–14 (detalhes)          | Mao Asada · Japão               | Julia Lipnitskaia · Rússia     | Ashley Wagner · Estados Unidos  |
| Barcelona 2014–15 (detalhes)        | Elizaveta Tuktamysheva · Rússia | Elena Radionova · Rússia       | Ashley Wagner · Estados Unidos  |
| Barcelona 2015–16 (detalhes)        | Evgenia Medvedeva · Rússia      | Satoko Miyahara · Japão        | Elena Radionova · Rússia        |
| Marselha 2016–17 (detalhes)         | Evgenia Medvedeva · Rússia      | Satoko Miyahara · Japão        | Anna Pogorilaya · Rússia        |
| Nagoya 2017–18 (detalhes)           | Alina Zagitova · Rússia         | Maria Sotskova · Rússia        | Kaetlyn Osmond · Canadá         |
| Vancouver 2018–19 (detalhes)        | Rika Kihira · Japão             | Alina Zagitova · Rússia        | Elizaveta Tuktamysheva · Rússia |
| Turim 2019–20 (detalhes)            | Alena Kostornaia · Rússia       | Anna Shcherbakova · Rússia     | Alexandra Trusova · Rússia      |
| Referências:                        |                                 |                                |                                 |

### Duplas
| Evento                              | Ouro                                           | Prata                                          | Bronze                                           |
| Paris 1995–96 (detalhes)            | Evgenia Shishkova · Vadim Naumov · Rússia      | Marina Eltsova · Andrei Bushkov · Rússia       | Mandy Wötzel · Ingo Steuer · Alemanha            |
| Hamilton 1996–97 (detalhes)         | Mandy Wötzel · Ingo Steuer · Alemanha          | Oksana Kazakova · Artur Dmitriev · Rússia      | Marina Eltsova · Andrei Bushkov · Rússia         |
| Munique 1997–98 (detalhes)          | Elena Berezhnaya · Anton Sikharulidze · Rússia | Mandy Wötzel · Ingo Steuer · Alemanha          | Oksana Kazakova · Artur Dmitriev · Rússia        |
| São Petersburgo 1998–99 (detalhes)  | Shen Xue · Zhao Hongbo · China                 | Elena Berezhnaya · Anton Sikharulidze · Rússia | Maria Petrova · Alexei Tikhonov · Rússia         |
| Lyon 1999–00 (detalhes)             | Shen Xue · Zhao Hongbo · China                 | Sarah Abitbol · Stephane Bernadis · França     | Elena Berezhnaya · Anton Sikharulidze · Rússia   |
| Tóquio 2000–01 (detalhes)           | Jamie Sale · David Pelletier · Canadá          | Elena Berezhnaya · Anton Sikharulidze · Rússia | Shen Xue · Zhao Hongbo · China                   |
| Kitchener 2001–02 (detalhes)        | Jamie Sale · David Pelletier · Canadá          | Elena Berezhnaya · Anton Sikharulidze · Rússia | Shen Xue · Zhao Hongbo · China                   |
| São Petersburgo 2002–03 (detalhes)  | Tatiana Totmianina · Maxim Marinin · Rússia    | Shen Xue · Zhao Hongbo · China                 | Maria Petrova · Alexei Tikhonov · Rússia         |
| Colorado Springs 2003–04 (detalhes) | Shen Xue · Zhao Hongbo · China                 | Tatiana Totmianina · Maxim Marinin · Rússia    | Maria Petrova · Alexei Tikhonov · Rússia         |
| Pequim 2004–05 (detalhes)           | Shen Xue · Zhao Hongbo · China                 | Maria Petrova · Alexei Tikhonov · Rússia       | Pang Qing · Tong Jian · China                    |
| Tóquio 2005–06 (detalhes)           | Tatiana Totmianina · Maxim Marinin · Rússia    | Zhang Dan · Zhang Hao · China                  | Aliona Savchenko · Robin Szolkowy · Alemanha     |
| São Petersburgo 2006–07 (detalhes)  | Shen Xue · Zhao Hongbo · China                 | Aliona Savchenko · Robin Szolkowy · Alemanha   | Zhang Dan · Zhang Hao · China                    |
| Turim 2007–08 (detalhes)            | Aliona Savchenko · Robin Szolkowy · Alemanha   | Zhang Dan · Zhang Hao · China                  | Pang Qing · Tong Jian · China                    |
| Goyang 2008–09 (detalhes)           | Pang Qing · Tong Jian · China                  | Zhang Dan · Zhang Hao · China                  | Aliona Savchenko · Robin Szolkowy · Alemanha     |
| Tóquio 2009–10 (detalhes)           | Shen Xue · Zhao Hongbo · China                 | Pang Qing · Tong Jian · China                  | Aliona Savchenko · Robin Szolkowy · Alemanha     |
| Pequim 2010–11 (detalhes)           | Aliona Savchenko · Robin Szolkowy · Alemanha   | Pang Qing · Tong Jian · China                  | Sui Wenjing · Han Cong · China                   |
| Quebec 2011–12 (detalhes)           | Aliona Savchenko · Robin Szolkowy · Alemanha   | Tatiana Volosozhar · Maxim Trankov · Rússia    | Yuko Kavaguti · Alexander Smirnov · Rússia       |
| Sóchi 2012–13 (detalhes)            | Tatiana Volosozhar · Maxim Trankov · Rússia    | Vera Bazarova · Yuri Larionov · Rússia         | Pang Qing · Tong Jian · China                    |
| Fukuoka 2013–14 (detalhes)          | Aliona Savchenko · Robin Szolkowy · Alemanha   | Tatiana Volosozhar · Maxim Trankov · Rússia    | Pang Qing · Tong Jian · China                    |
| Barcelona 2014–15 (detalhes)        | Meagan Duhamel · Eric Radford · Canadá         | Ksenia Stolbova · Fedor Klimov · Rússia        | Sui Wenjing · Han Cong · China                   |
| Barcelona 2015–16 (detalhes)        | Ksenia Stolbova · Fedor Klimov · Rússia        | Meagan Duhamel · Eric Radford · Canadá         | Yuko Kavaguti · Alexander Smirnov · Rússia       |
| Marselha 2016–17 (detalhes)         | Evgenia Tarasova · Vladimir Morozov · Rússia   | Yu Xiaoyu · Zhang Hao · China                  | Meagan Duhamel · Eric Radford · Canadá           |
| Nagoya 2017–18 (detalhes)           | Aliona Savchenko · Bruno Massot · Alemanha     | Sui Wenjing · Han Cong · China                 | Meagan Duhamel · Eric Radford · Canadá           |
| Vancouver 2018–19 (detalhes)        | Vanessa James · Morgan Ciprès · França         | Peng Cheng · Jin Yang · China                  | Evgenia Tarasova · Vladimir Morozov · Rússia     |
| Turim 2019–20 (detalhes)            | Sui Wenjing · Han Cong · China                 | Peng Cheng · Jin Yang · China                  | Anastasia Mishina · Aleksandr Galliamov · Rússia |
| Referências:                        |                                                |                                                |                                                  |

### Dança no gelo
| Evento                              | Ouro                                               | Prata                                            | Bronze                                             |
| Paris 1995–96 (detalhes)            | Oksana Grishuk · Evgeni Platov · Rússia            | Anjelika Krylova · Oleg Ovsyannikov · Rússia     | Marina Anissina · Gwendal Peizerat · França        |
| Hamilton 1996–97 (detalhes)         | Shae-Lynn Bourne · Viktor Kraatz · Canadá          | Anjelika Krylova · Oleg Ovsyannikov · Rússia     | Marina Anissina · Gwendal Peizerat · França        |
| Munique 1997–98 (detalhes)          | Pasha Grishuk · Evgeni Platov · Rússia             | Shae-Lynn Bourne · Viktor Kraatz · Canadá        | Marina Anissina · Gwendal Peizerat · França        |
| São Petersburgo 1998–99 (detalhes)  | Anjelika Krylova · Oleg Ovsyannikov · Rússia       | Marina Anissina · Gwendal Peizerat · França      | Irina Lobacheva · Ilia Averbukh · Rússia           |
| Lyon 1999–00 (detalhes)             | Marina Anissina · Gwendal Peizerat · França        | Barbara Fusar-Poli · Maurizio Margaglio · Itália | Margarita Drobiazko · Povilas Vanagas · Lituânia   |
| Tóquio 2000–01 (detalhes)           | Barbara Fusar-Poli · Maurizio Margaglio · Itália   | Irina Lobacheva · Ilia Averbukh · Rússia         | Margarita Drobiazko · Povilas Vanagas · Lituânia   |
| Kitchener 2001–02 (detalhes)        | Shae-Lynn Bourne · Viktor Kraatz · Canadá          | Marina Anissina · Gwendal Peizerat · França      | Margarita Drobiazko · Povilas Vanagas · Lituânia   |
| São Petersburgo 2002–03 (detalhes)  | Irina Lobacheva · Ilia Averbukh · Rússia           | Tatiana Navka · Roman Kostomarov · Rússia        | Albena Denkova · Maxim Staviyski · Bulgária        |
| Colorado Springs 2003–04 (detalhes) | Tatiana Navka · Roman Kostomarov · Rússia          | Albena Denkova · Maxim Staviyski · Bulgária      | Tanith Belbin · Benjamin Agosto · Estados Unidos   |
| Pequim 2004–05 (detalhes)           | Tatiana Navka · Roman Kostomarov · Rússia          | Tanith Belbin · Benjamin Agosto · Estados Unidos | Albena Denkova · Maxim Staviyski · Bulgária        |
| Tóquio 2005–06 (detalhes)           | Tatiana Navka · Roman Kostomarov · Rússia          | Elena Grushina · Ruslan Goncharov · Ucrânia      | Marie-France Dubreuil · Patrice Lauzon · Canadá    |
| São Petersburgo 2006–07 (detalhes)  | Albena Denkova · Maxim Staviski · Bulgária         | Marie-France Dubreuil · Patrice Lauzon · Canadá  | Oksana Domnina · Maxim Shabalin · Rússia           |
| Turim 2007–08 (detalhes)            | Oksana Domnina · Maxim Shabalin · Rússia           | Tanith Belbin · Benjamin Agosto · Estados Unidos | Isabelle Delobel · Olivier Schoenfelder · França   |
| Goyang 2008–09 (detalhes)           | Isabelle Delobel · Olivier Schoenfelder · França   | Oksana Domnina · Maxim Shabalin · Rússia         | Meryl Davis · Charlie White · Estados Unidos       |
| Tóquio 2009–10 (detalhes)           | Meryl Davis · Charlie White · Estados Unidos       | Tessa Virtue · Scott Moir · Canadá               | Nathalie Péchalat · Fabian Bourzat · França        |
| Pequim 2010–11 (detalhes)           | Meryl Davis · Charlie White · Estados Unidos       | Nathalie Péchalat · Fabian Bourzat · França      | Vanessa Crone · Paul Poirier · Canadá              |
| Quebec 2011–12 (detalhes)           | Meryl Davis · Charlie White · Estados Unidos       | Tessa Virtue · Scott Moir · Canadá               | Nathalie Péchalat · Fabian Bourzat · França        |
| Sóchi 2012–13 (detalhes)            | Meryl Davis · Charlie White · Estados Unidos       | Tessa Virtue · Scott Moir · Canadá               | Nathalie Péchalat · Fabian Bourzat · França        |
| Fukuoka 2013–14 (detalhes)          | Meryl Davis · Charlie White · Estados Unidos       | Tessa Virtue · Scott Moir · Canadá               | Nathalie Péchalat · Fabian Bourzat · França        |
| Barcelona 2014–15 (detalhes)        | Kaitlyn Weaver · Andrew Poje · Canadá              | Madison Chock · Evan Bates · Estados Unidos      | Gabriella Papadakis · Guillaume Cizeron · França   |
| Barcelona 2015–16 (detalhes)        | Kaitlyn Weaver · Andrew Poje · Canadá              | Madison Chock · Evan Bates · Estados Unidos      | Anna Cappellini · Luca Lanotte · Itália            |
| Marselha 2016–17 (detalhes)         | Tessa Virtue · Scott Moir · Canadá                 | Gabriella Papadakis · Guillaume Cizeron · França | Maia Shibutani · Alex Shibutani · Estados Unidos   |
| Nagoya 2017–18 (detalhes)           | Gabriella Papadakis · Guillaume Cizeron · França   | Tessa Virtue · Scott Moir · Canadá               | Maia Shibutani · Alex Shibutani · Estados Unidos   |
| Vancouver 2018–19 (detalhes)        | Madison Hubbell · Zachary Donohue · Estados Unidos | Victoria Sinitsina · Nikita Katsalapov · Rússia  | Charlène Guignard · Marco Fabbri · Itália          |
| Turim 2019–20 (detalhes)            | Gabriella Papadakis · Guillaume Cizeron · França   | Madison Chock · Evan Bates · Estados Unidos      | Madison Hubbell · Zachary Donohue · Estados Unidos |
| Referências:                        |                                                    |                                                  |                                                    |